# Reserva Florestal dos Mistérios de São João
A Reserva Florestal de Recreio do Mistério de São João é um parque florestal português que se localiza na freguesia de São João, concelho das Lajes do Pico.
Este parque florestal apresenta-se dotado por apreciáveis dimensões e com zonas arborizadas onde é possível observar várias espécies vegetais endémicas, tais como a Faia-da-Terra (Myrica faya) por entre outras introduzidas como é o caso do Pinheiro-bravo (Pinus pinaster), que aqui atingem uma altura digna de nota, ou o Incenso (Pittosporum undulatum), que na Primavera enche a atmosfera com o seu doce odor.
Além da já referida Faia-da-Terra possui varias outras espécies de vegetação endémica das florestas da Laurissilva características da Macaronésia como é o caso de uma área botânica na qual se encontram expostos diversos exemplares de vegetação endémica dos Açores destacando-se a Urze (erica azorica), o Pau-branco (picconia azorica), o Sanguinho (frangula azorica) e o Louro-da-Terra (laurus azorica).
Parte importante do espaço actualmente ocupado por este parque foi destruída em 11 de Fevereiro de 1718 por uma erupção vulcânica que igualmente destruiu uma ermida que então aqui existia e que era dedicada ao culto de São João Batista. Em memória desse acontecimento foi erigido no parque um memorial pela junta de freguesia de São João em 18 de Março de 1934.

## Galeria

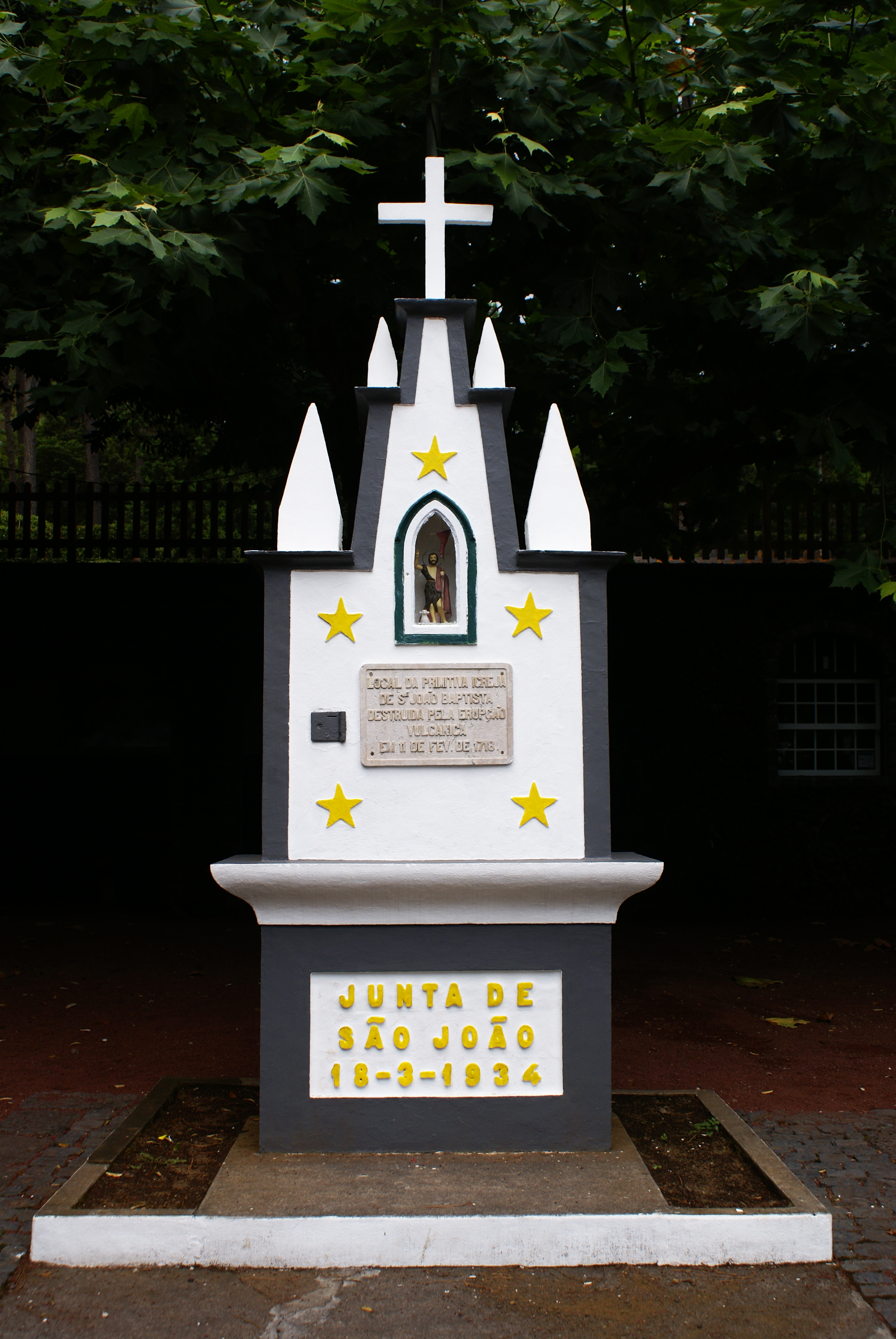
Reserva Florestal dos Mistérios de São João, memorial
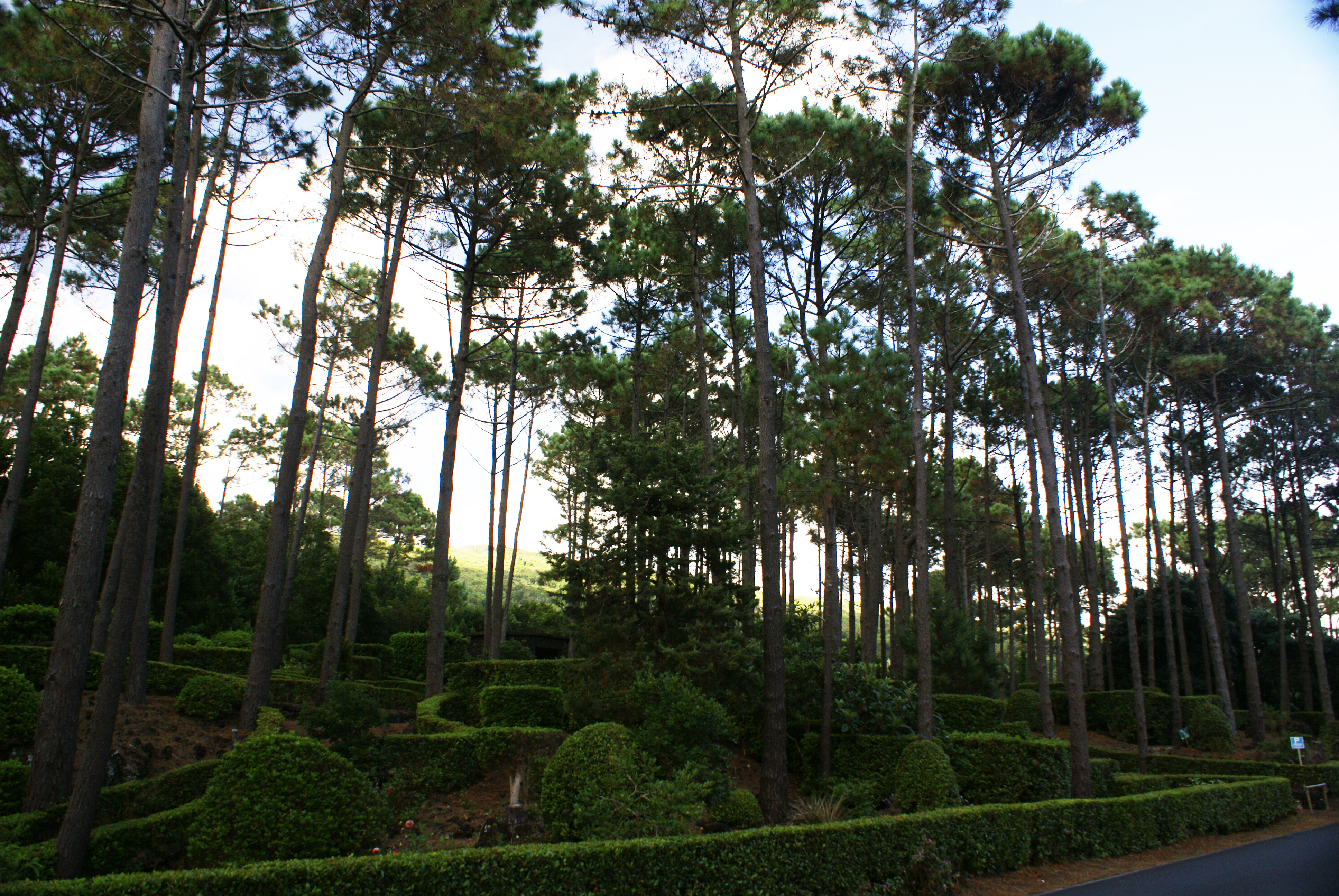
Reserva Florestal dos Mistérios de São João.